# Landiras
Landiras (prononcé [lɑ̃diʁas] ; Landiràs, L'Andiran(s) ou Landiran(s) en gascon) est une commune du Sud-Ouest de la France, située dans le département de la Gironde (région Nouvelle-Aquitaine).
Ses habitants sont appelés les Landiranais.

## Géographie

### Localisation
1. Carte dynamique
2. Carte Openstreetmap
3. Carte topographique
4. Carte avec les communes environnantes

Commune de l'aire d'attraction de Bordeaux située entre la forêt des Landes (aire boisée de 50000 ha) et le vignoble des Graves (superficie de vignes 300 ha), la commune se trouve, par la route, à 37 km au sud-est de Bordeaux, chef-lieu du département, à 15 km à l'ouest de Langon, chef-lieu d'arrondissement et à 12 km au sud-sud-ouest de Podensac, ancien chef-lieu de canton.

### Communes limitrophes
Les communes limitrophes en sont Illats au nord-est, Pujols-sur-Ciron à l'est, Budos au sud-est, Balizac au sud, Origne à l'extrême sud-ouest, Guillos à l'ouest-sud-ouest, Cabanac-et-Villagrains à l'ouest-nord-ouest, Saint-Morillon à l'extrême nord-ouest sur à peine 500 mètres et Saint-Michel-de-Rieufret au nord.
| Saint-Morillon                 | Saint-Michel-de-Rieufret | Illats           |
| Cabanac-et-Villagrains Guillos | Landiras                 | Pujols-sur-Ciron |
| Origne                         | Balizac                  | Budos            |

### Hydrographie
La commune est arrosée par le Tursan et l'Arec ainsi que par la Barboue affluent de la Garonne.

### Climat
Pour des articles plus généraux, voir Climat de la Nouvelle-Aquitaine et Climat de la Gironde.
Historiquement, la commune est exposée à un climat océanique aquitain.  
En 2020, Météo-France publie une typologie des climats de la France métropolitaine dans laquelle la commune est exposée à un climat océanique et est dans la région climatique  Aquitaine, Gascogne, caractérisée par une pluviométrie abondante au printemps, modérée en automne, un faible ensoleillement au printemps, un été chaud (19,5 °C), des vents faibles, des brouillards fréquents en automne et en hiver et des orages fréquents en été (15 à 20 jours).
Pour la période 1971-2000, la température annuelle moyenne est de 12,5 °C, avec une amplitude thermique annuelle de 14,6 °C. Le cumul annuel moyen de précipitations est de 875 mm, avec 12,1 jours de précipitations en janvier et 7,4 jours en juillet. Pour la période 1991-2020, la température moyenne annuelle observée sur la station météorologique la plus proche, située sur la commune de Sauternes à 7 km à vol d'oiseau, est de 13,9 °C et le cumul annuel moyen de précipitations est de 859,6 mm,. Pour l'avenir, les paramètres climatiques de la commune estimés pour 2050 selon différents scénarios d’émission de gaz à effet de serre sont consultables sur un site dédié publié par Météo-France en novembre 2022.

## Urbanisme

### Typologie
Au 1er janvier 2024, Landiras est catégorisée bourg rural, selon la nouvelle grille communale de densité à sept niveaux définie par l'Insee en 2022.
Elle est située hors unité urbaine. Par ailleurs la commune fait partie de l'aire d'attraction de Bordeaux, dont elle est une commune de la couronne,. Cette aire, qui regroupe 275 communes, est catégorisée dans les aires de 700 000 habitants ou plus (hors Paris),.

### Occupation des sols

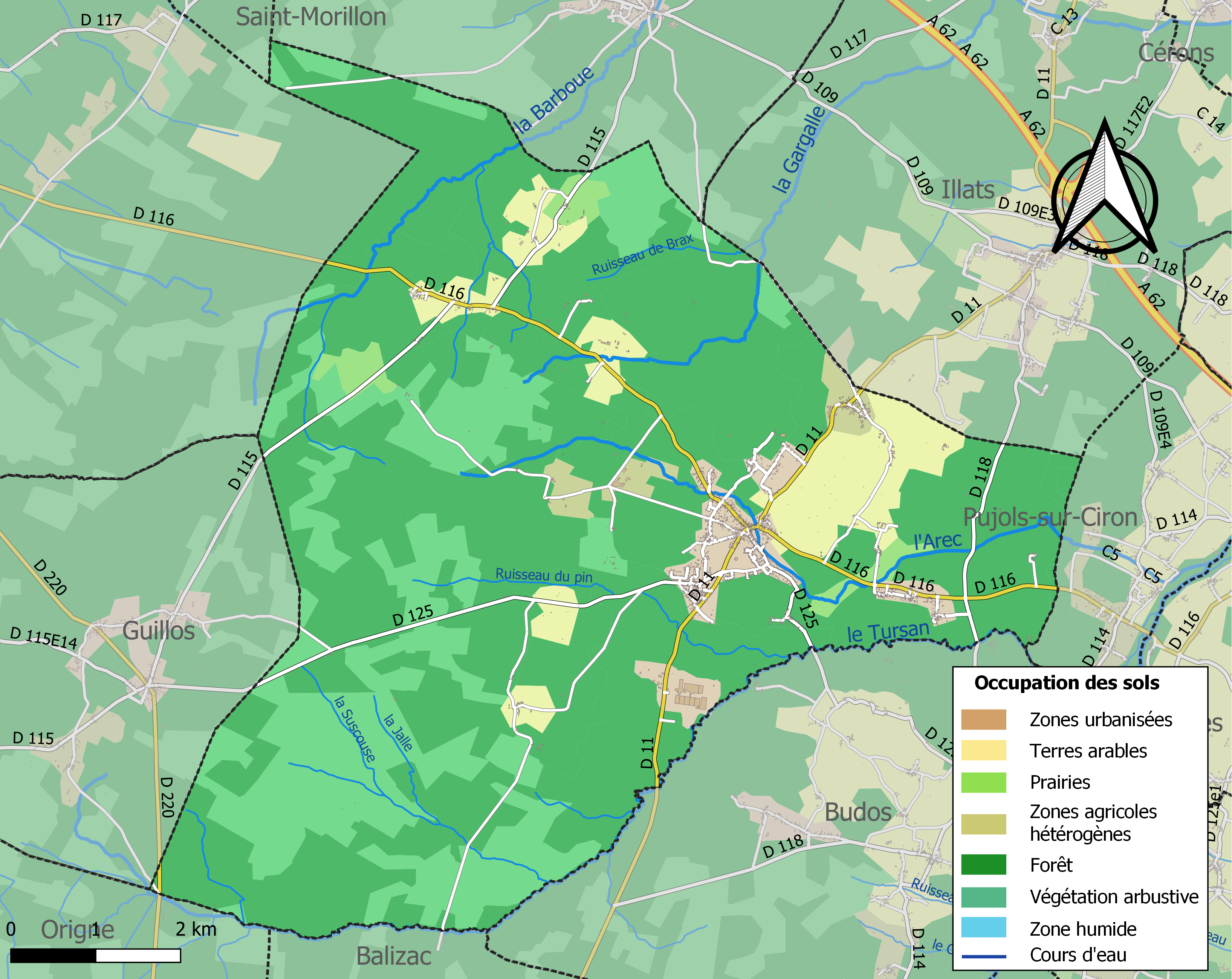
Carte des infrastructures et de l'occupation des sols de la commune en 2018 (CLC).

L'occupation des sols de la commune, telle qu'elle ressort de la base de données européenne d’occupation biophysique des sols Corine Land Cover (CLC), est marquée par l'importance des forêts et milieux semi-naturels (86,2 % en 2018), une proportion sensiblement équivalente à celle de 1990 (86,8 %). La répartition détaillée en 2018 est la suivante : 
forêts (65,5 %), milieux à végétation arbustive et/ou herbacée (20,7 %), cultures permanentes (7,1 %), zones urbanisées (2,9 %), prairies (1,6 %), zones agricoles hétérogènes (1,5 %), zones industrielles ou commerciales et réseaux de communication (0,7 %). L'évolution de l’occupation des sols de la commune et de ses infrastructures peut être observée sur les différentes représentations cartographiques du territoire : la carte de Cassini (XVIIIe siècle), la carte d'état-major (1820-1866) et les cartes ou photos aériennes de l'IGN pour la période actuelle (1950 à aujourd'hui).

### Voies de communications et transports
La commune est traversée, dans le village, par la route départementale D11 qui mène vers le nord-nord-est à Illats et au-delà à Podensac et vers le sud à Balizac et au-delà à Saint-Symphorien au sud-ouest et à Villandraut au sud-est ainsi que par la route départementale D116 qui mène vers l'ouest-nord-ouest à Cabanac-et-Villagrains et vers l'est à Pujols-sur-Ciron et au-delà à Langon. La petite route départementale D125 qui commence au sud du village mène vers le sud-ouest à Guillos.

L'accès à l'autoroute A62 (Bordeaux-Toulouse) le plus proche est celui de  2 Podensac distante de 7 km vers le nord-est.

L'accès  1 Bazas à l'autoroute A65 (Langon-Pau) se situe à 25 km vers le sud-est.
La gare SNCF la plus proche est celle, distante de 13 km vers le nord-est, de Barsac sur la Bordeaux-Sète du TER Nouvelle-Aquitaine. Celle de  Langon, offrant plus de trafic, se trouve à  15 km vers l'est.

### Risques majeurs
Le territoire de la commune de Landiras est vulnérable à différents aléas naturels : météorologiques (tempête, orage, neige, grand froid, canicule ou sécheresse), inondations, feux de forêts, mouvements de terrains et séisme (sismicité très faible). Un site publié par le BRGM permet d'évaluer simplement et rapidement les risques d'un bien localisé soit par son adresse soit par le numéro de sa parcelle.
La commune a été reconnue en état de catastrophe naturelle au titre des dommages causés par les inondations et coulées de boue survenues en 1982, 1991, 1995, 1999, 2009 et 2020,.
Landiras est exposée au risque de feu de forêt. Un incendie important s'est notamment produit en 2022. Depuis le 20 avril 2016, les départements de la Gironde, des Landes et de Lot-et-Garonne disposent d’un règlement interdépartemental de protection de la forêt contre les incendies. Ce règlement vise à mieux prévenir les incendies de forêt, à faciliter les interventions des services et à limiter les conséquences, que ce soit par le débroussaillement, la limitation de l’apport du feu ou la réglementation des activités en forêt. Il définit en particulier cinq niveaux de vigilance croissants auxquels sont associés différentes mesures,.
Les mouvements de terrains susceptibles de se produire sur la commune sont des tassements différentiels.

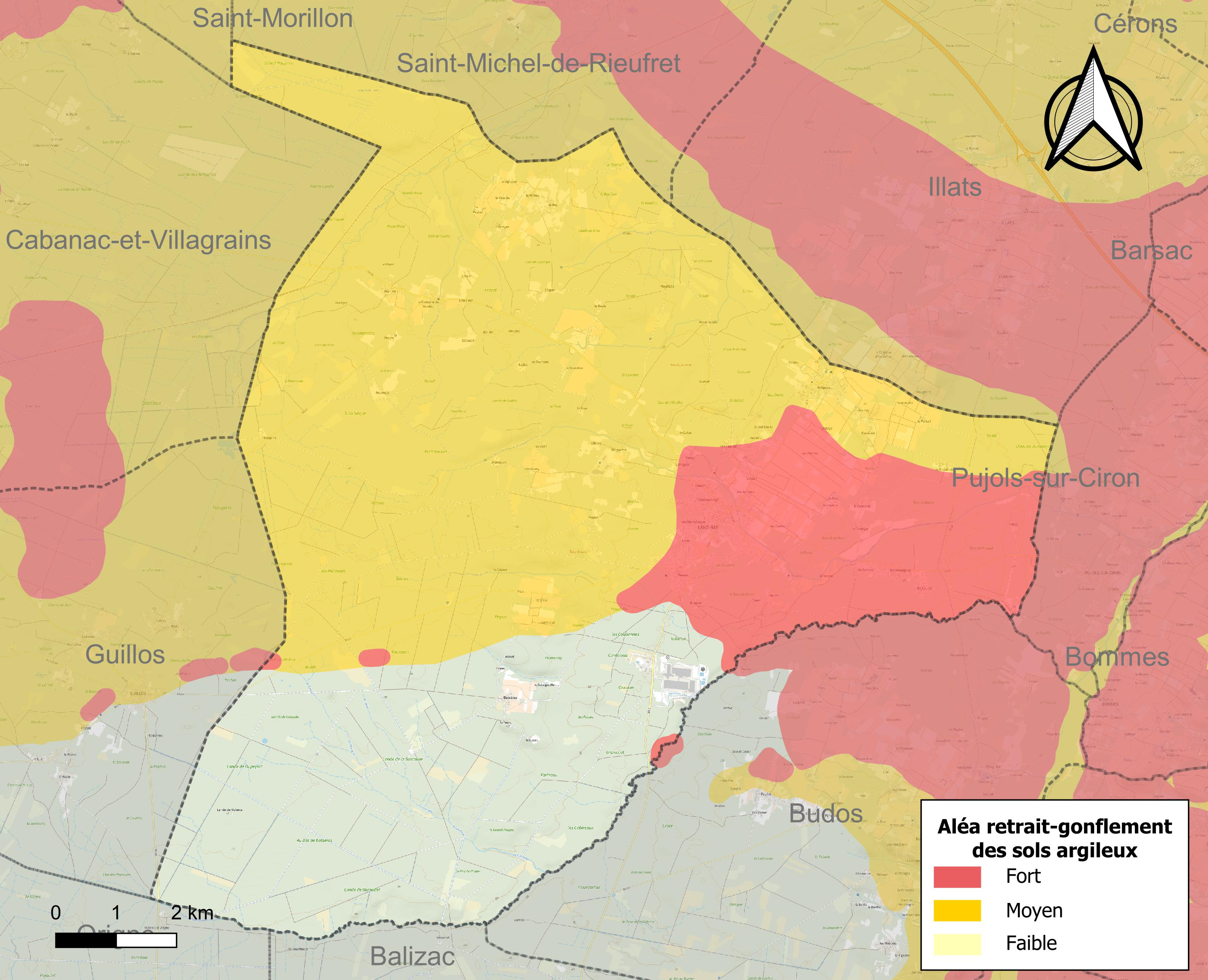
Carte des zones d'aléa retrait-gonflement des sols argileux de Landiras.

Le retrait-gonflement des sols argileux est susceptible d'engendrer des dommages importants aux bâtiments en cas d’alternance de périodes de sécheresse et de pluie. 72 % de la superficie communale est en aléa moyen ou fort (67,4 % au niveau départemental et 48,5 % au niveau national). Sur les 1 003 bâtiments dénombrés sur la commune en 2019, 986 sont en aléa moyen ou fort, soit 98 %, à comparer aux 84 % au niveau départemental et 54 % au niveau national. Une cartographie de l'exposition du territoire national au retrait gonflement des sols argileux est disponible sur le site du BRGM,.
Par ailleurs, afin de mieux appréhender le risque d’affaissement de terrain, l'inventaire national des cavités souterraines permet de localiser celles situées sur la commune.
Concernant les mouvements de terrains, la commune a été reconnue en état de catastrophe naturelle au titre des dommages causés par la sécheresse en 1989, 2003 et 2015 et par des mouvements de terrain en 1999.

## Toponymie
Landiras étant dans le domaine nord-gascon, la plupart des lieux-dits anciens y sont explicables par le gascon, par exemple Arnauton, le Pichou, Larrigade, lou Haougueyrot, les Courraous, Brocas, Junqueyre, l'Agréou, la Mouliasse, la Suscouze, Couyala, les Courrèges.

## Histoire
Pour la situation de la commune au XVIIIe siècle, voir l'ouvrage de Jacques Baurein.
À la Révolution, la paroisse Saint-Martin de Landiras forme la commune de Landiras. En l'an IX (1800-1801), la commune de Guillos est rattachée à celle de Landiras qui devient Landiras-et-Guillos. En 1850, la commune de Landiras est rétablie par démembrement de celle de Landiras-et-Guillos.
En juillet 2022, la commune est touchée par un incendie de grande ampleur. Au 18 juillet la préfecture annonce près de 9 500 hectares de forêt brûlée, la propagation rapide du feu pousse les autorités à évacuer toute la population de Landiras à cause des risques trop élevés pour la santé et la sécurité des habitants.
Un mois plus tard, à la mi-août, plus de 21 200 hectares ont brûlé lors de cet incendie.

## Politique et administration

### Rattachements administratifs et électoraux
Landiras appartient à l'arrondissement de Langon et au canton des Landes des Graves depuis le redécoupage cantonal de 2014. Avant cette date, elle faisait partie du canton de Podensac.
Pour l’élection des députés, la commune fait partie de la neuvième circonscription de la Gironde, représentée depuis 2017 par Sophie Mette (LREM-MoDem).

### Intercommunalité
De 2003 à 2016, Landiras faisait partie de la communauté de communes de Podensac. Lors de la dissolution de cette dernière, la commune a intégré la communauté de communes Convergence Garonne.

### Administration municipale
Le nombre d'habitants au dernier recensement étant compris entre 1 500 et 2 499, le nombre de membres du conseil municipal est de dix-neuf.

### Liste des maires
| Période                                  | Période   | Identité            | Étiquette | Qualité                                                                                              |
| ---------------------------------------- | --------- | ------------------- | --------- | --- |
| ?                                        | mars 1971 | Roger Dagut         |           | |
| mars 1971                                | mars 1989 | René Redon          | DVD       | Employé de banque retraité Réélu en 1977 et 1983                                                     |
| mars 1989                                | mars 2001 | Louis Gertoux       |           | Ancien ingénieur, président des AITF (1981 → 1987) Réélu en 1995                                     |
| mars 2001                                | mars 2008 | Étienne Dupin       | PS        | |
| mars 2008                                | En cours  | Jean-Marc Pelletant | MoDem     | Retraité de la fonction publique Vice-président de la CC Convergence Garonne (2017 → ) Réélu en 2014 |
| Les données manquantes sont à compléter. |           |                     |           | |

### Jumelages
Dippach (Luxembourg) depuis 1973

## Population et société

### Démographie

#### Évolution démographique
L'évolution du nombre d'habitants est connue à travers les recensements de la population effectués dans la commune depuis 1793. Pour les communes de moins de 10 000 habitants, une enquête de recensement portant sur toute la population est réalisée tous les cinq ans, les populations de référence des années intermédiaires étant quant à elles estimées par interpolation ou extrapolation. Pour la commune, le premier recensement exhaustif entrant dans le cadre du nouveau dispositif a été réalisé en 2008.

En 2022, la commune comptait 2 245 habitants, en évolution de −0,49 % par rapport à 2016 (Gironde : +6,91 %, France hors Mayotte : +2,11 %).
| 1793  | 1800  | 1806  | 1821  | 1831  | 1836  | 1841  | 1846  | 1851  |
| ----- | ----- | ----- | ----- | ----- | ----- | ----- | ----- | ----- |
| 1 671 | 1 707 | 2 034 | 2 183 | 2 321 | 2 329 | 2 336 | 2 422 | 1 950 |

| 1856  | 1861  | 1866  | 1872  | 1876  | 1881  | 1886  | 1891  | 1896  |
| ----- | ----- | ----- | ----- | ----- | ----- | ----- | ----- | ----- |
| 1 846 | 1 922 | 1 942 | 1 785 | 1 735 | 1 830 | 1 809 | 1 699 | 1 771 |

| 1901  | 1906  | 1911  | 1921  | 1926  | 1931  | 1936  | 1946  | 1954  |
| ----- | ----- | ----- | ----- | ----- | ----- | ----- | ----- | ----- |
| 1 653 | 1 692 | 1 605 | 1 390 | 1 397 | 1 340 | 1 298 | 1 160 | 1 158 |

| 1962  | 1968  | 1975  | 1982  | 1990  | 1999  | 2006  | 2008  | 2013  |
| ----- | ----- | ----- | ----- | ----- | ----- | ----- | ----- | ----- |
| 1 126 | 1 132 | 1 089 | 1 230 | 1 418 | 1 506 | 1 862 | 1 969 | 2 206 |

| 2018  | 2022  | - | - | - | - | - | - | - |
| ----- | ----- | - | - | - | - | - | - | - |
| 2 197 | 2 245 | - | - | - | - | - | - | - |

NB : la chute de la population entre les recensements de 1846 et 1851 est due à la création (ou plutôt recréation) de la commune de Guillos en 1850.

#### Pyramide des âges
En 2019, le taux de personnes d'un âge inférieur à 30 ans s'élève à 33,2 %, soit un taux inférieur à la moyenne départementale (35,9 %). Le taux de personnes d'un âge supérieur à 60 ans (24,4 %) est inférieur au taux départemental (24,9 %).
En 2019, la commune comptait 1 079 hommes pour 1 116 femmes, soit un taux de 50,84 % de femmes, inférieur au taux départemental (52,06 %).
Les pyramides des âges de la commune et du département s'établissent comme suit :
| Hommes | Classe d’âge | Femmes |
| ------ | ------------ | ------ |
| 0,9    | 90 ou +      | 1,3    |
| 4,5    | 75-89 ans    | 6,9    |
| 17,7   | 60-74 ans    | 17,6   |
| 21,2   | 45-59 ans    | 20,3   |
| 20,4   | 30-44 ans    | 22,8   |
| 13,7   | 15-29 ans    | 11,1   |
| 21,7   | 0-14 ans     | 19,9   |

| Hommes | Classe d’âge | Femmes |
| ------ | ------------ | ------ |
| 0,7    | 90 ou +      | 1,9    |
| 6,7    | 75-89 ans    | 8,9    |
| 15,7   | 60-74 ans    | 16,8   |
| 19,9   | 45-59 ans    | 19,3   |
| 19,9   | 30-44 ans    | 19,2   |
| 19,4   | 15-29 ans    | 18,1   |
| 17,7   | 0-14 ans     | 15,8   |

## Culture locale et patrimoine

### Lieux et monuments
- Située au centre du village, l’église Saint-Martin, construite initialement aux XIIe et XIIIe siècles, a été augmentée d'un bas-côté nord au XVIe siècle, d'un clocher-porche au XVIIIe siècle, d'un bas-côté sud au XIXe siècle et de voûtes de nef au XIXe siècle. Elle a été classée monument historique en 1907 pour son chevet, en 1984 pour son transept, et inscrite en totalité en 2004[40].
- Église Saint-Martin de Lassats de Landiras. Elle est inscrite à l'Inventaire général du patrimoine culturel[41].
- Château de Landiras : Les vestiges de cet édifice fortifié se trouvent au nord de Landiras, sur la route départementale D116. Le château, qui date du XIIIe siècle a été détruit et entièrement reconstruit au XIVe siècle. Les vestiges visibles aujourd'hui sont constitués d'une courtine de plan carré à trois angles abattus, renforcés de tours polygonales ; d'un ouvrage d'entrée sur l'enceinte de la basse-cour et de douves avec pont.

Le logis a été restauré au XVIIe siècle par l’adjonction de cheminées et le percement de nouvelles ouvertures. Un nouvel logis était construit au XIXe siècle à l'extérieur des vestiges.
- Monument aux morts[42] : Le monument, érigé en 1921, est l’œuvre du sculpteur bordelais M. Lagrange. Sur chacune des quatre faces, une volée droite donne accès au soubassement. Sur la face antérieure du dé du piédestal une plaque en saillie porte l'inscription AUX / MORTS / POUR LA / PATRIE ; la guirlande qui la surmonte retombe de chaque côté.

Les dates 1914-1918 et 1939-1945 sont gravées verticalement de part et d'autre. Les noms des soldats sont inscrits sur deux plaques de marbre apposées sur les faces latérales du dé du piédestal (Guerre 1914-1918), sur une plaque de marbre sur la base du piédestal (Guerre 1939-1945) et sur une plaque de marbre sur le côté gauche du soubassement (Guerre d'Algérie).

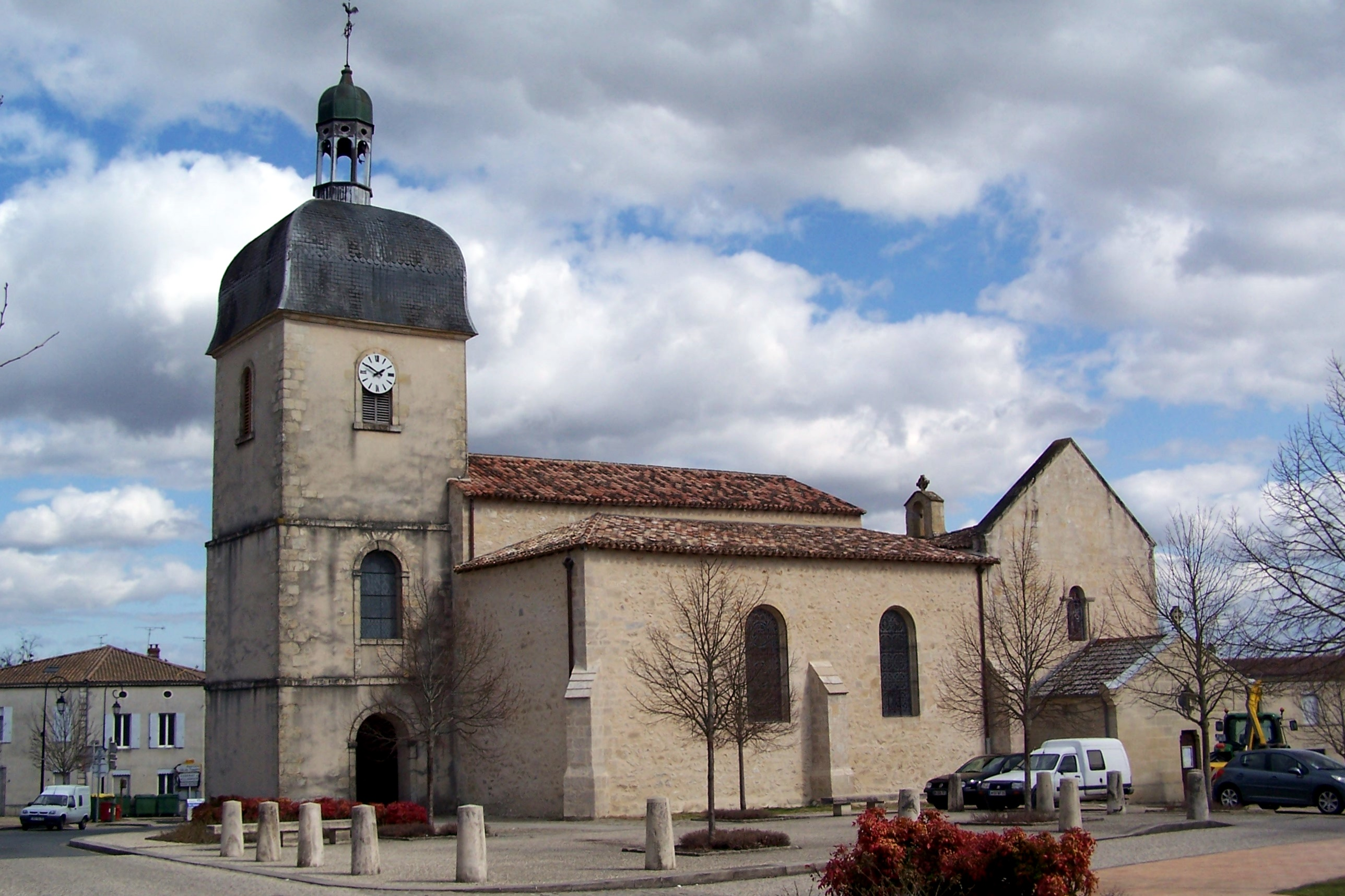
L'église Saint-Martin.
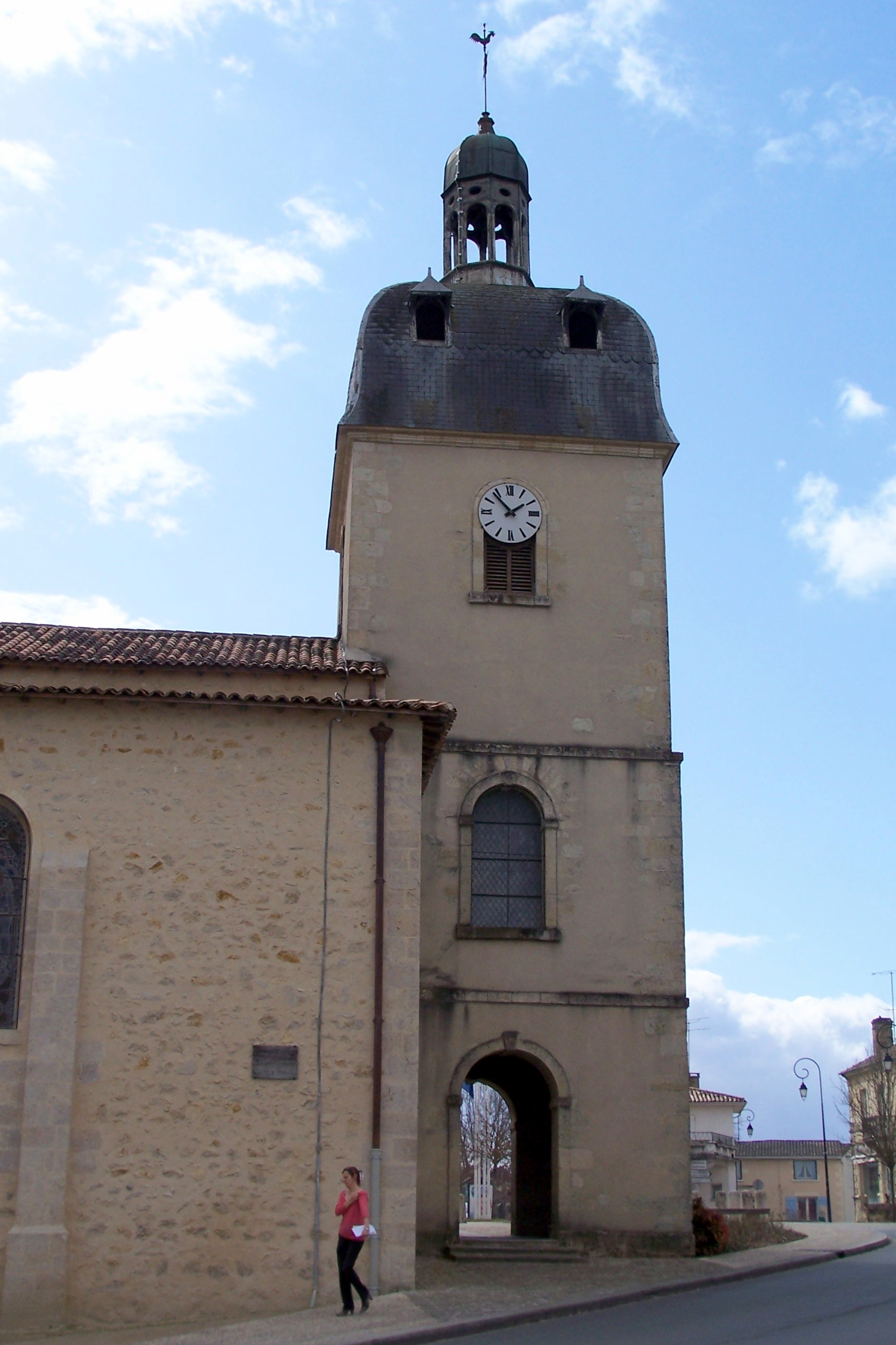
Le clocher-porche de l'église.
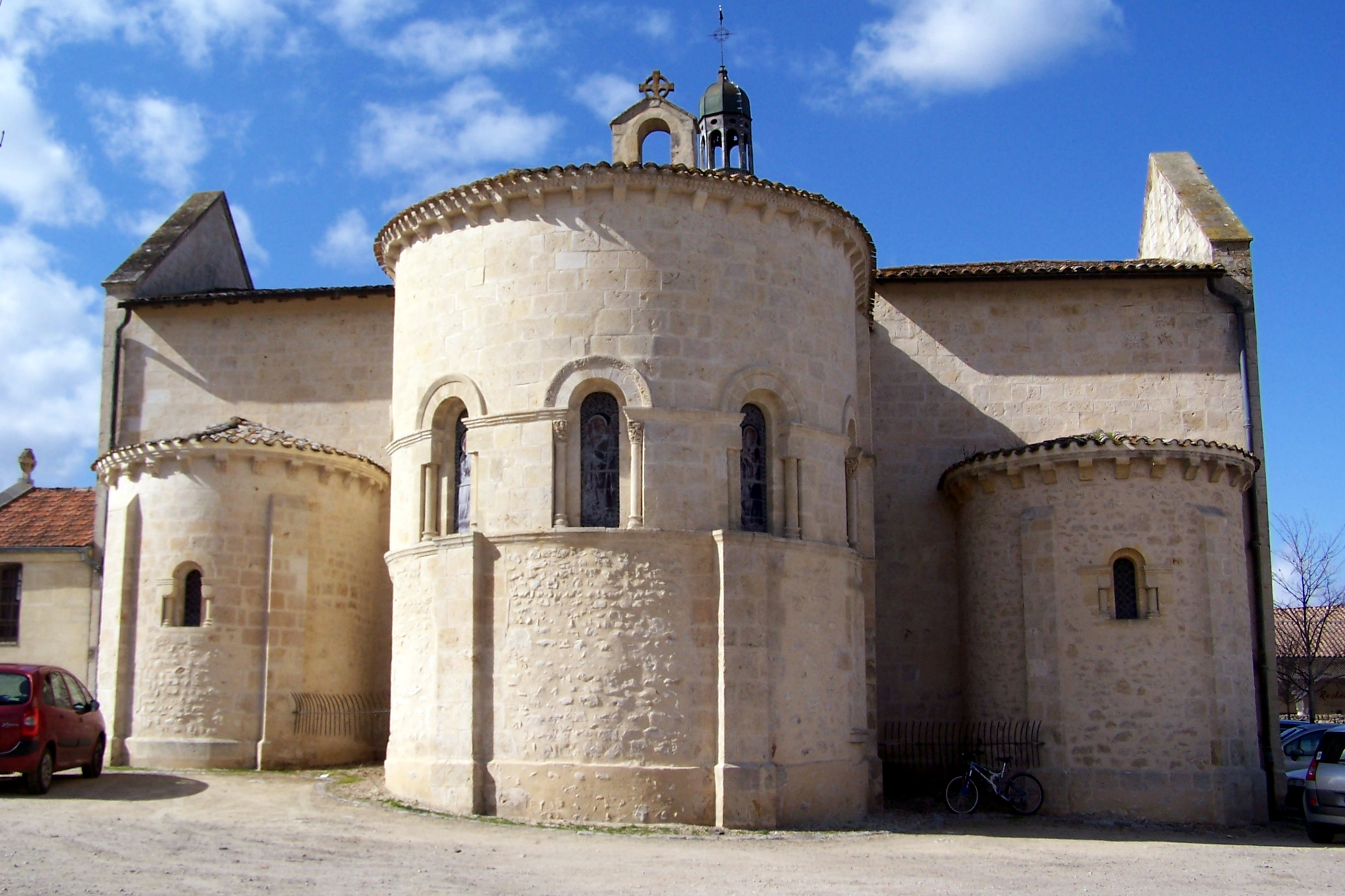
Le chevet de l'église.
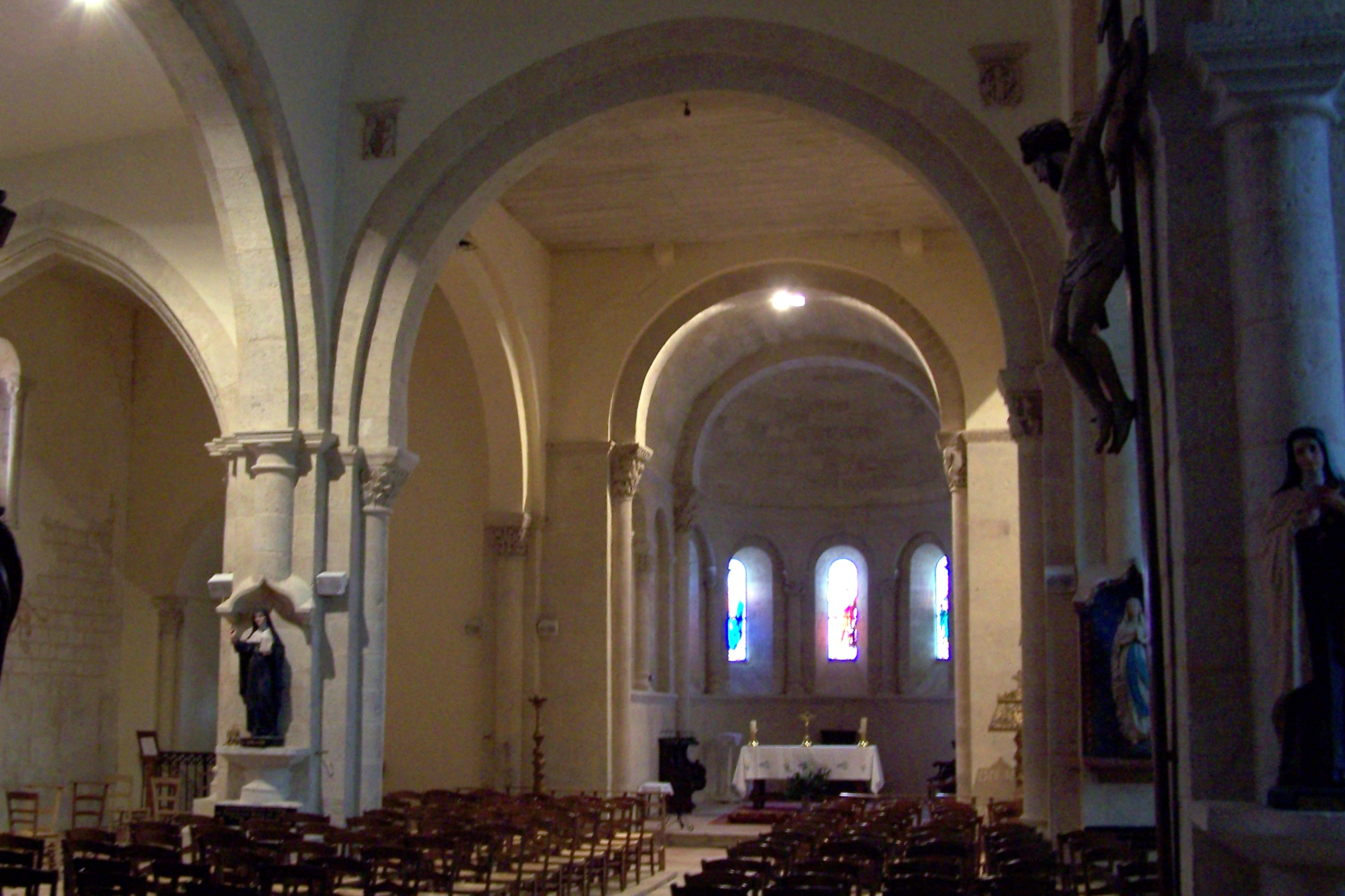
La nef.
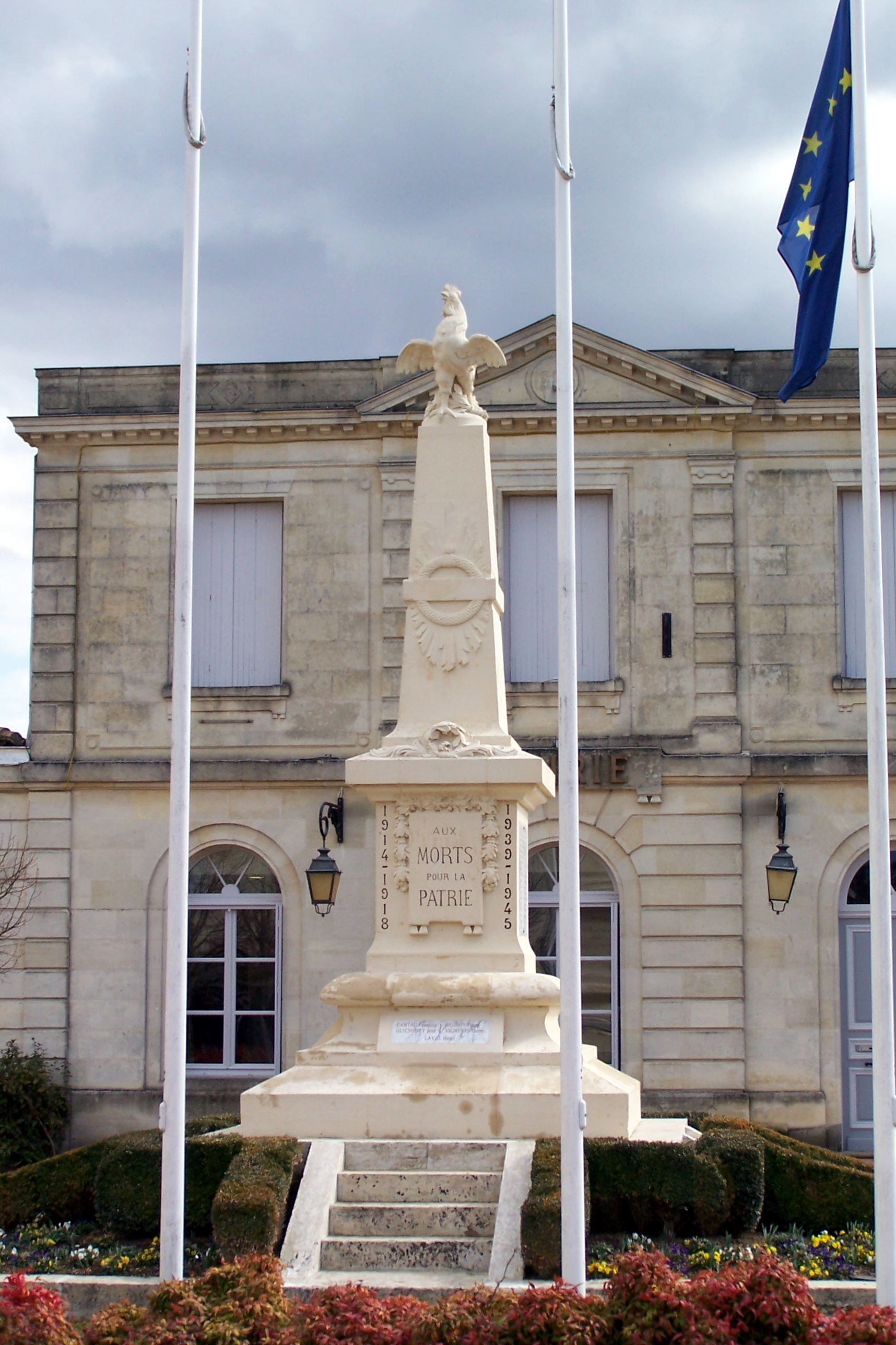
Le monument aux morts face à la mairie.

### Personnalités liées à la commune
- Sainte Jeanne de Lestonnac (1556-1640), marquise de Montferrand[Note 3], baronne de Landiras, fondatrice et première supérieure de l'ordre de la Compagnie de Marie[43].
- Jules Koundé (1998), footballeur international français[44], y a vécu durant son enfance.

### Héraldique
| Armes | Les armes de Landiras se blasonnent ainsi : Écartelé, au premier et au quatrième de gueules aux quatre pals d'or, à la bordure de sable chargée de douze besants d'argent, au deuxième et au troisième d'argent à la croix de gueules chargée de cinq étoiles d'or ; sur le tout, d'azur au lion d'or à la queue léopardée armé et lampassé de gueules. |